# Reserva de la biosfera Ciénaga de Zapata
La reserva de la biosfera Ciénaga de Zapata (establecida en 2000) es una Reserva de la Biosfera de la UNESCO situada en la costa sur de Cuba, en la provincia de Matanzas. La reserva de 628,171 hectáreas abarca la ciénaga de Zapata y es uno de los humedales más grandes e importantes de la región del Caribe con una frontera marina meridional. La Ciénaga de Zapata fue designada como sitio Ramsar en 2001. Esta área es una reserva de la biosfera agrupada con varias áreas centrales, de gran valor para la conservación, ubicada en el parque nacional Ciénaga de Zapata.
Esta reserva tiene una gran diversidad de ecosistemas y tipos de cobertura terrestre como pastizales, manglares, bosques de ciénaga y bosques semicaducifolios, bosques perennifolios costeros y subcosteros; matorral costero y sub-costero, y arrecifes de coral con las principales especies de coral y lagunas costeras. En el área se encuentran las principales poblaciones del cocodrilo cubano (Cocodrilus rhombifer) y el cocodrilo americano (C. acutus) y aves como el flamenco americano (Phoenicopterus ruber). A partir de 2001, unas 9,000 personas, en su mayoría de origen español, viven permanentemente en una de las reservas de la biosfera más grandes de Cuba. Las actividades económicas son principalmente silvicultura, pesca, agricultura comunitaria, turismo, artesanía y apicultura. El turismo es muy importante y atrae a más de 800,000 personas al área cada año, en beneficio de las comunidades locales. Participan activamente en los procesos de toma de decisiones a través de audiencias públicas y consejos populares organizados por la administración del gobierno local. Como esta reserva de la biosfera abarca una cuenca entera y áreas protegidas enteras, se cumplen todos los objetivos a largo plazo para la conservación y el desarrollo de prácticas sostenibles de uso de la tierra. La región de la Reserva de la Biosfera Ciénaga de Zapata ha sido declarada región especial para el desarrollo sostenible. Esta reserva está hermanada con la reserva de la biosfera Ría Lagartos de México.

## Área
La superficie de la reserva (terrestre y marina) es de 625,354 hectáreas. El área central es de 196,828 hectáreas, rodeada por zonas de amortiguamiento de 317,337 hectáreas y áreas de transición de 111,189 hectáreas.